# Шам (Мајен)
Шам (фр. Chammes) насеље је и општина у западној Француској у региону Лоара, у департману Мајен која припада префектури Лавал.
По подацима из 2011. године у општини је живело 339 становника, а густина насељености је износила 16,1 становника/km². Општина се простире на површини од 21,06 km². Налази се на средњој надморској висини од 80 метара (максималној 132 m, а минималној 73 m).

## Демографија
| 1962. | 1968. | 1975. | 1982. | 1990. | 1999. | 2011. |
| ----- | ----- | ----- | ----- | ----- | ----- | ----- |
| 384   | 399   | 373   | 349   | 320   | 328   | 339   |

График промене броја становника у току последњих година